# Hugo von Radolin

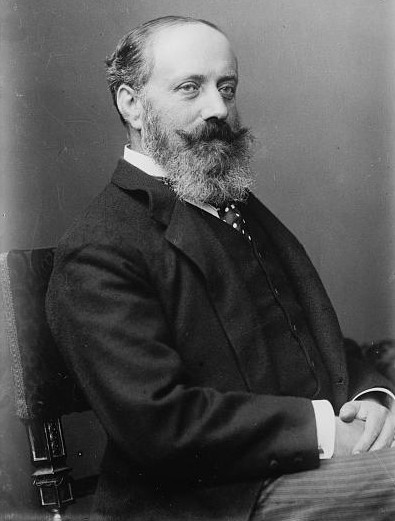
Hugo Fürst von Radolin, 1915

Fürst Hugo Julius Raoul Eduard Leszczyc von Radolin (bis 1888: Graf von Radolin-Radolinski) (* 1. April 1841 in Posen; † 12. Juli 1917 in Jarotschin) war ein deutscher Fideikommissherr, Diplomat und hochrangiger Hofbeamter.

## Familie und Besitz
Er entstammte dem alten polnischen Adelsgeschlecht von Radolin. Sein Vater war der preußische Kammerherr Emmerich Ladislaus Leszczyc Graf von Radolin-Radolinski (1808–1879), Herr auf Jarotschin und Radolin. Seine Mutter war Gräfin Josephine von Radolin-Radolinski (1809–1880).
Radolin war Fideikommissherr. Zu seinem Besitz gehörten Schloss Jarotschin und die Herrschaft Jarotschin im Kreis Pleschen in der preußischen Provinz Posen.

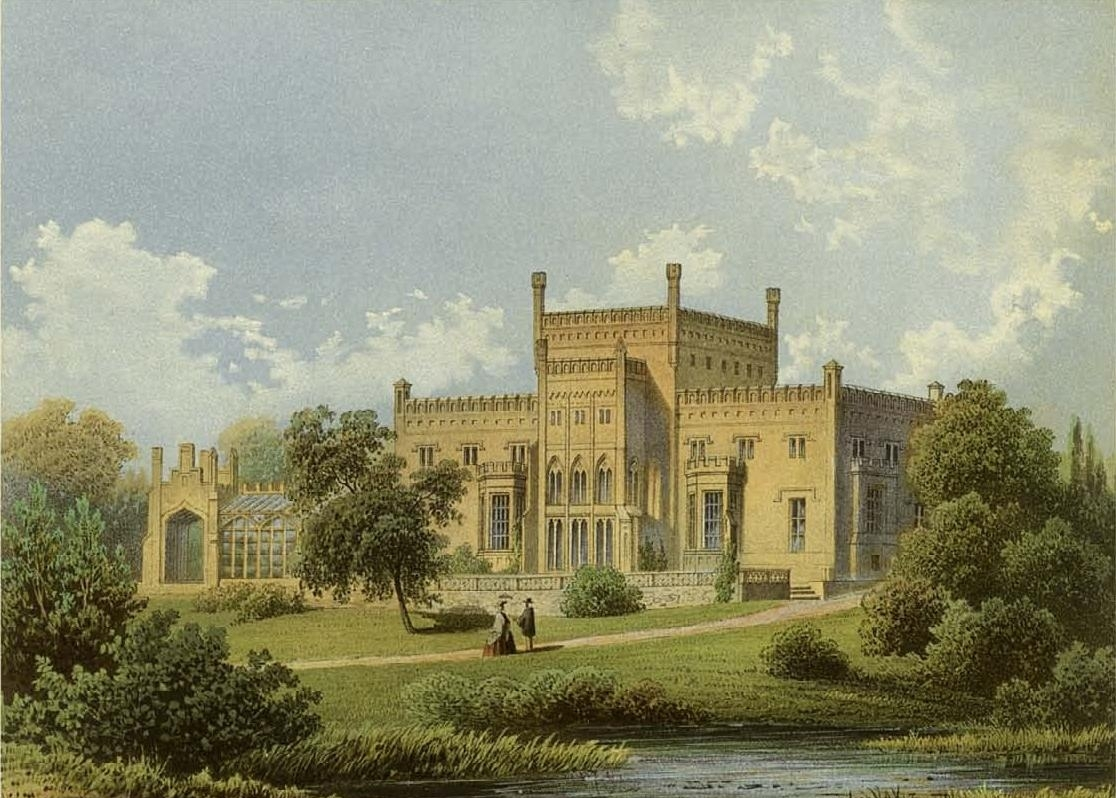
Schloss Jarotschin

## Leben
Graf Radolin-Radolinski studierte Rechts- und Staatswissenschaften an der Rheinischen Friedrich-Wilhelms-Universität Bonn und an der Friedrich-Wilhelms-Universität zu Berlin. 1860/61 leistete er seinen Militärdienst als Einjährig-Freiwilliger beim 7. Husaren-Regiment der Preußischen Armee in Bonn. Im Jahre 1862 wurde er zum Sekondeleutnant der Reserve beim 2. Leib-Husaren-Regiment ernannt. Von 1864 bis 1866 war er am Kreisgericht Pleschen tätig.
Seit 1866 war er preußischer Diplomat und auf verschiedenen Dienstposten tätig. Zwischen 1866 und 1868 war er Attaché in Florenz. Danach war er Legationsrat in Paris und Stuttgart. Etwa zwei Jahre lang war er beim Oberkommando der deutschen Besatzungstruppen in Frankreich tätig. Ab 1874 war er Legationsrat in Madrid und noch im gleichen Jahr in Dresden. Von 1876 bis 1881 war er erster Botschaftssekretär in Konstantinopel. Im Jahr 1881 war er Hilfsarbeiter in der politischen Abteilung des Auswärtigen Amtes. Seit 1882 war Radolin Gesandter in Weimar.
Im Jahre 1877 wurde Graf Radolin-Radolinski vom preußischen König zum Kammerherrn ernannt. Im Jahre 1879 wurde er durch den König unter Verleihung der erblichen Mitgliedschaft in das Preußische Herrenhaus berufen; der Eintritt in das Herrenhaus erfolgte im Jahre 1880.
Von 1884 bis 1888 war er Hofmarschall und später Oberhofmarschall von Kronprinz beziehungsweise Kaiser Friedrich III. Reichskanzler Otto von Bismarck stand Radolin wegen seines polnischen Familienhintergrundes anfangs ablehnend gegenüber, bescheinigte ihm aber schließlich Loyalität. Franz von Roggenbach vermutete gar, dass Radolin ein Spion Bismarcks am Hof des Kronprinzenpaares war. Richtig ist, dass er sowohl für den Kanzler als auch für das Prinzenpaar eine Vertrauensperson war. Radolin war Freund von Friedrich August von Holstein. Er war wie dieser und das Kronprinzenpaar für eine englandfreundliche Außenpolitik. Der russlandorientierten Politik Bismarcks stand er skeptisch gegenüber. Der österreichischen Regierung überbrachte Radolin vertrauliche Informationen. Gegen die Anweisungen von Kronprinzessin Victoria informierte Radolin den Prinzen Wilhelm über den unheilbaren Gesundheitszustand des Vaters.

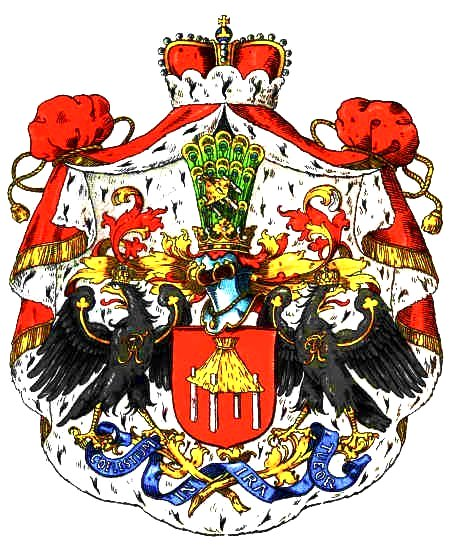
Fürstliches Wappen gemäß Fürstenstandsdiplom von 1888

Als Kaiser erhob Friedrich Radolin 1888 in den erblichen Fürstenstand mit dem Prädikat „Durchlaucht“. Im gleichen Jahr wurde Fürst Radolin von Kaiser Wilhelm II. zum Wirklichen Geheimen Rat und zum Obersttruchsess ernannt.
Im Jahr 1892 trat Radolin erneut in den diplomatischen Dienst ein. Seine Karriere in den folgenden Jahren verdankte er v. Holstein und Wilhelm II. Seit 1892 vertrat Radolin das deutsche Kaiserreich als Botschafter in Konstantinopel und seit 1895 in St. Petersburg. Während seiner Zeit im Osmanischen Reich und auch noch im Anschluss als Botschafter in Petersburg war Radolin bemüht, Sultan Abdul Hamid II. in der armenischen Frage den Rücken zu stärken, was darauf hinauslief, dass sich das Deutsche Reich hinsichtlich der Hamidischen Massaker (Massaker an den Armeniern 1894–1896), bei denen Tausende Armenier ermordet wurden, nicht nur abstinent verhielt, sondern bewusst gegen die Initiativen der anderen Großmächte zugunsten der Armenier stellte. Er scheute hierbei nicht, zusammen mit dem Kreis um Holstein, gegen seinen Nachfolger in Konstantinopel, Freiherr von Saurma, der sich letztlich pro-armenisch positionierte, zu intrigieren und ihn auszubooten. Der anti-armenischen Politik, zu der neben Radolin auch Colmar Freiherr von der Goltz beitrug, lagen indessen auch Kapitalinteressen zugrunde, wie z. B. jene der Deutschen Bank.
Zwischen 1901 und 1910 war er Botschafter in Paris. Seine diplomatischen Leistungen waren eher begrenzt. Aus Russland musste er abgezogen werden, weil er einen Streit mit der Zarin hatte. In Paris bemühte er sich vergeblich um eine deutsch-französische Annäherung.
Für seine Mitwirkung am Deutsch-Französischen Marokkoabkommen vom 9. Februar 1909 erhielt er das Großkreuz der Ehrenlegion. Im Jahre 1910 erhielt er den Schwarzen Adlerorden mit Brillanten, den Königlichen Kronenorden I. Klasse und den Königlichen Hausorden von Hohenzollern (Großkomturkreuz mit Brillanten).

## Ehen und Nachkommen

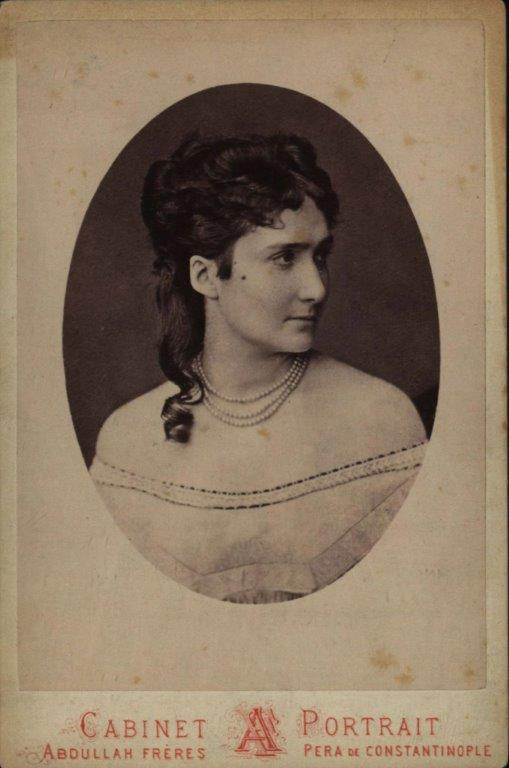
Lucy Katharina Gräfin Radolin, geb. Wakefield (1866)

Graf Radolin-Radolinski heiratete 1863 in London Lucy Katharina Wakefield (1841–1880), eine Tochter des Oberstleutnants Alfred Howard Wakefield und der Mary Suffolk. Nach ihrem Tod heiratete er 1892 in zweiter Ehe Gräfin Johanna von Oppersdorff (1864–1947), Tochter des schlesischen Fideikommissherrn Hans Graf von Oppersdorff und dessen Frau Elisabeth, geborene de Talleyrand-Périgord. Sie wurde Palastdame der Kaiserin und Königin Auguste Viktoria und Ehrendame des Souveränen Malteserordens in Paris.
Aus der ersten Ehe gingen ein Sohn und eine Tochter hervor:
- Alfred Graf von Radolin (1864–1910), ⚭ Elisabeth Gräfin von Königsmarck (1866–?).
- Lucy Gräfin von Radolin (1872–1965), ⚭ Karl Graf von Moy de Sons (1863–1932), bayerischer Gesandter und Staatsrat

Aus der zweiten Ehe ging ein Sohn hervor:
- Peter Graf von Radolin (1898–?), ⚭ Elisabeth Coronini Gräfin von Cronberg (1900–?)

Sein Erbe in den Fürstentitel, als Fideikommissherr der Grafschaft Jarotschin und Besitzer des Fürstllich Radolinschen Geldfideikommiss wurde sein Enkel Johannes-Hugo Fürst von Radolin (1894–1965).